# Atmosférický tlak

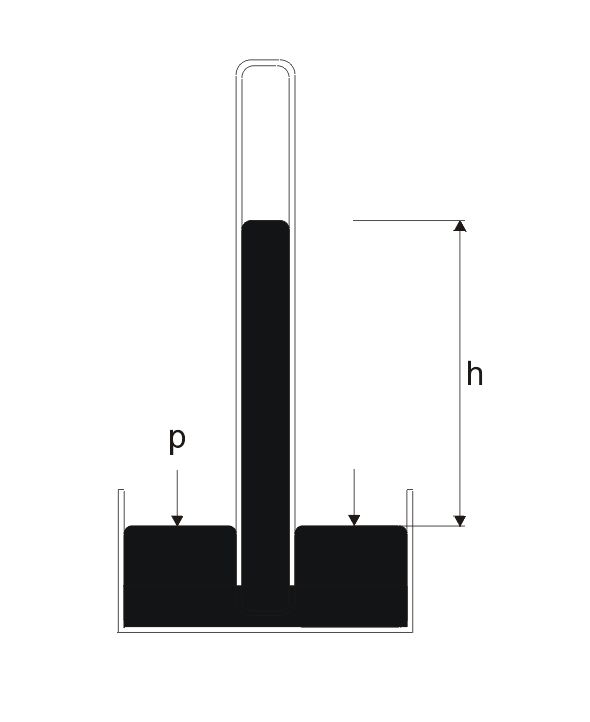
Torricelliho pokus

Atmosférický tlak je způsoben silou, kterou působí atmosféra planety (obvykle chápána Země) na jednotkovou plochu v daném místě.
Atmosférický tlak dosahuje nejvyšších hodnot při hladině moře (popř. povrchu planety) a s rostoucí výškou klesá. Atmosférický tlak není stálý, ale kolísá na daném místě zemského povrchu kolem určité hodnoty. V historii Země byl menší než dnes.
Tlak vzduchu menší než průměrný atmosférický tlak se nazývá podtlak, tlak větší se nazývá přetlak. Prostor s takřka nulovým tlakem se nazývá vakuum.
Atmosférický tlak má velký význam v meteorologii.

## Tlak vzduchu v konkrétní nadmořské výšce
Přepočet tlaku vzduchu pro výšku z (m) pz= p0 (1 - 2,2257E−5 500)5,256 (kg m−2 ) ; p0 = 760 (mm Hg) ; rozsah 0 - 11 000 m

## Barometrická rovnice
Vzhledem k velké stlačitelnosti plynů není barometrický tlak lineární funkcí výšky, jako je tomu například u kapalin (viz hydrostatický tlak). Mění-li se hustota s tlakem podle Boyleova–Mariottova zákona, lze v atmosféře vymezit vrstvu vzduchu o hustotě {\displaystyle \rho }, která se nachází ve výšce {\displaystyle h}. Ze vztahu pro hydrostatický tlak lze pro tlakový rozdíl ve vrstvě psát
{\displaystyle \mathrm {d} p=-\rho g\mathrm {d} h}
Podle Boyleova–Mariottova zákona při stálé teplotě platí
{\displaystyle \rho ={\frac {\rho _{0}}{p_{0}}}p},
kde {\displaystyle \rho _{0}} a {\displaystyle p_{0}} označuje nějakou známou (základní) hustotu a tlak.
Z předchozích vztahů vznikne
{\displaystyle {\frac {\mathrm {d} p}{p}}=-{\frac {\rho _{0}}{p_{0}}}g\mathrm {d} h}
odkud po integraci a úpravě vyjde vztah
{\displaystyle p=p_{0}\mathrm {e} ^{-{\frac {\rho _{0}g\Delta h}{p_{0}}}}}
Tento vztah se označuje barometrická rovnice.
Pro závislost hustoty vzduchu na výšce podobně vychází
{\displaystyle \rho =\rho _{0}\mathrm {e} ^{-{\frac {\rho _{0}g\Delta h}{p_{0}}}}}

## Normální tlak
Tlak vzduchu je závislý na nadmořské výšce, na velikosti tíhového zrychlení, na mocnosti, teplotě a hustotě atmosféry v daném místě. Z důvodu snazšího porovnávání výsledků různých měření barometrického tlaku byl stanoven normální tlak vzduchu (normální atmosférický tlak) pn (též p0 ), zavedený jako průměrná hodnota tlaku vzduchu při mořské hladině na 45° s. š. při teplotě 15 °C a tíhovém zrychlení {\displaystyle g_{\rm {n}}=9,\!806\,65\,{\rm {m\cdot s^{-2}}}}. Je definovaný přesnou hodnotou:
{\displaystyle p_{\text{n}}=101\,325\,{\rm {Pa}}=1\,013,\!25\,{\rm {hPa}}}
Pomocí normálního tlaku vzduchu byla definována jednotka fyzikální atmosféra (značka atm):
{\displaystyle p_{\text{n}}=1\,{\rm {atm}}}
Normální tlak v jiných zastaralých jednotkách (milibary, torry, technické atmosféry):
{\displaystyle p_{\text{n}}=1\,013,\!25\,{\rm {mbar}}=760\,{\rm {torr}}\,{\dot {=}}\,1,\!033\,227\,{\rm {at}}}

## Měření
V meteorologii se tlak měří nejčastěji pomocí rtuťových tlakoměrů, aneroidů a barografů.
V meteorologii se atmosférický tlak vyjadřuje nejčastěji jednotkou hektopascal (hPa). Při použití rtuťových barometrů se stále užívá jednotka torr (milimetr rtuťového sloupce), která se dále přepočítává na hektopascaly.

## Použití
Měření atmosférického tlaku má velký význam v meteorologii, neboť atmosférický tlak (a především jeho změny a rychlost těchto změn) jsou důležité pro předpověď počasí. Například zvýšení atmosférického tlaku obvykle znamená příchod slunečného počasí s malou oblačností, zatímco pokles tlaku ohlašuje příchod oblačnosti a deštivého počasí. Pro srovnatelnost údajů se pak používá, obdobně jako u výškoměrů, tlak přepočtený na hladinu moře (QNH či QFF).

## Rekordy
Nejvyšší atmosférický tlak (v nadmořských výškách nad 750 m) přepočtený na hladinu moře byl roku 2001 zaznamenán v Mongolsku a to 1085 hPa. Nejvyšší atmosférický tlak v daném místě bývá v Mrtvém moři.
Nejnižší atmosférický tlak měl Tajfun Tip.
Na území Česka byl nejvyšší tlak přepočtený na hladinu moře 1057,2 hPa dne 23. 1. 1907 v Bystřici pod Hostýnem a nejnižší 967,2 hPa 26. 2. 1989 v Čáslavi.